# شاين أونيل
شاين أونيل (بالإنجليزية: Shane O'Neill) (2 سبتمبر 1993 في جمهورية أيرلندا - ) هو لاعب كرة قدم أمريكي في مركز الدفاع. شارك مع منتخب الولايات المتحدة تحت 20 سنة لكرة القدم. أما مع النوادي، فقد لعب مع أبولون ليماسول وكامبريدج يونايتد وكولورادو رابيدز وموسكرون بيروفيلز.

## وصلات خارجية
- شاين أونيل على موقع الاتحاد الدولي (مؤرشف)  (الإنجليزية)
- شاين أونيل على موقع الدوري الأمريكي (الإنجليزية)
- شاين أونيل على موقع قاعدة بيانات كرة القدم.إي يو (الإنجليزية)
- شاين أونيل على موقع Soccerway.com (الإنجليزية)